# UEFA Nations League 2020-2021
La UEFA Nations League 2020-2021 è stata la seconda edizione della competizione calcistica UEFA Nations League. È iniziata il 3 settembre 2020 e si è conclusa il 29 marzo 2022. Ad aggiudicarsi l'edizione è stata la Francia, al primo titolo nella manifestazione, che ha prevalso in finale sulla Spagna per 2-1.

## Stagione

### Formula
In un formato rivisto dalla stagione 2018-2019, le 55 squadre nazionali UEFA sono divise in quattro leghe, con 16 squadre nelle leghe A, B e C e 7 squadre nella Lega D. Le squadre sono assegnate alle leghe in base alla classifica generale della UEFA Nations League 2018-2019.
Le leghe A, B e C sono composte da quattro gruppi composti da quattro squadre ciascuno, mentre la Lega D è composta da un gruppo di quattro squadre e un gruppo di tre. Questo formato garantisce che per quasi tutti i gruppi, le squadre dello stesso gruppo giochino le loro ultime partite contemporaneamente. Aumenta anche il numero di partite totali della competizione da 142 a 168 e minimizza ulteriormente il numero di partite amichevoli.
Nella Lega A, le squadre competono per diventare campioni della UEFA Nations League. I quattro vincitori dei gruppi della Lega A si qualificano per la fase finale della UEFA Nations League che si disputerà nel mese di ottobre 2021, e che si gioca in un formato a eliminazione diretta, composto da semifinali, finale per il terzo posto e finale. La fase finale sarà disputata nel Paese della vincitrice del gruppo 1.
Le vincitrici dei gironi delle altre leghe conseguono la promozione nella Lega immediatamente superiore per l'edizione 2022-2023. Le quarte ed ultime classificate dei gironi delle leghe A e B invece retrocedono nella lega immediatamente inferiore. Per quel che riguarda invece le retrocessioni dalla Lega C alla Lega D, esse sono stabilite attraverso due spareggi, con gare di andata e ritorno, tra le quattro ultime classificate; tali squadre saranno abbinate, tenendo conto dei punteggi ottenuti nei rispettivi gironi, come segue:
- la migliore sfiderà la peggiore;
- le rimanenti due squadre si sfideranno tra loro.

In ciascuno dei due abbinamenti la squadra col punteggio migliore giocherà in casa la partita di ritorno. Nel caso in cui anche una sola delle quattro quarte classificate dei gironi di Lega C dovesse essere impegnata nei play-off di qualificazione al mondiale di Qatar 2022 (anch'essi in programma a marzo 2022), i play-out di Lega C verrebbero annullati: in tal caso a retrocedere direttamente in Lega D sarebbero automaticamente le due peggiori quarte classificate.
Questa edizione della competizione svolge un ruolo anche nelle qualificazioni al campionato mondiale 2022 in Qatar. Infatti le due migliori vincitrici dei gironi di Nations League (in base alla classifica generale), che non si siano qualificate direttamente o abbiano raggiunto gli spareggi, si aggiungono alle 10 seconde classificate dei gironi di qualificazione, al turno di spareggio. Quest'ultimo prevede 3 squadre ammesse alla fase finale sulle 12 partecipanti, tramite un sistema di tre gironi da quattro squadre basato su semifinali e finale secche.

## Programma
Di seguito è riportato il programma della UEFA Nations League 2020-2021. In questa edizione la fase finale, normalmente prevista agli inizi di giugno, è stata posticipata ad ottobre 2021 per lasciare spazio al campionato europeo di calcio 2020, a sua volta posticipato di un anno a causa della pandemia di COVID-19.
| Fase            | Turno           | Date                |
| --------------- | --------------- | ------------------- |
| Fase a gironi   | Giornata 1      | 3–5 settembre 2020  |
| Fase a gironi   | Giornata 2      | 6–8 settembre 2020  |
| Fase a gironi   | Giornata 3      | 10–11 ottobre 2020  |
| Fase a gironi   | Giornata 4      | 13–14 ottobre 2020  |
| Fase a gironi   | Giornata 5      | 14–15 novembre 2020 |
| Fase a gironi   | Giornata 6      | 17–18 novembre 2020 |
| Fase finale     | Semifinali      | 6–7 ottobre 2021    |
| Fase finale     | Finale 3º posto | 10 ottobre 2021     |
| Fase finale     | Finale          | 10 ottobre 2021     |
| Spareggi Lega C | Andata          | 24 marzo 2022       |
| Spareggi Lega C | Ritorno         | 29 marzo 2022       |

## Leghe e squadre partecipanti
Lega A
     Lega B
     Lega C
     Lega D

Divisione delle varie squadre nazionali nelle rispettive leghe.
Lega A
Lega B
Lega C
Lega D

Tutte le 55 squadre nazionali della UEFA parteciperanno alla competizione. A causa del rinnovamento del formato della UEFA Nations League, nessuna squadra è stata, alla fine del processo di ristrutturazione, retrocessa dalla stagione 2018-2019, e anche le squadre al secondo posto in ogni gruppo nelle leghe C e D e la migliore squadra al terzo posto tra tutti i gruppi nella Lega D sono state promosse oltre ai vincitori del gruppo.
Non c’è bisogno di qualificarsi per questo torneo, visto che il suo scopo è quello di rimpiazzare le partite amichevoli internazionali che al momento vengono giocate seguendo il calendario delle competizioni internazionali della FIFA.
| Lega A (16 squadre)  | Lega A (16 squadre) | Lega A (16 squadre) | Lega A (16 squadre) |
| -------------------- | ------------------- | ------------------- | ------------------- |
| Portogallo           | Paesi Bassi         | Inghilterra         | Svizzera            |
| Belgio               | Francia             | Spagna              | Italia              |
| Bosnia ed Erzegovina | Ucraina             | Danimarca           | Svezia              |
| Croazia              | Polonia             | Germania            | Islanda             |
| Lega B (16 squadre)  |                     |                     |                     |
| Russia               | Austria             | Galles              | Rep. Ceca           |
| Scozia               | Norvegia            | Serbia              | Finlandia           |
| Slovacchia           | Turchia             | Irlanda             | Irlanda del Nord    |
| Bulgaria             | Israele             | Ungheria            | Romania             |
| Lega C (16 squadre)  |                     |                     |                     |
| Grecia               | Albania             | Montenegro          | Georgia             |
| Macedonia del Nord   | Kosovo              | Bielorussia         | Cipro               |
| Estonia              | Slovenia            | Lituania            | Lussemburgo         |
| Armenia              | Azerbaigian         | Kazakistan          | Moldavia            |
| Lega D (7 squadre)   |                     |                     |                     |
| Gibilterra           | Fær Øer             | Lettonia            | Liechtenstein       |
| Andorra              | Malta               | San Marino          |                     |

## Sorteggio dei gruppi
Il sorteggio dei gironi si è svolto il 3 marzo 2020 alle ore 18:00 CET ad Amsterdam, nei Paesi Bassi. La classifica di accesso è stata utilizzata per determinare le teste di serie e la composizione delle urne nel sorteggio.
| Fascia | Squadra              | Prec    | Rank |
| ------ | -------------------- | ------- | ---- |
| 1      | Portogallo           | Oro     | 1    |
| 1      | Paesi Bassi          | Argento | 2    |
| 1      | Inghilterra          | Bronzo  | 3    |
| 1      | Svizzera             |         | 4    |
| 2      | Belgio               |         | 5    |
| 2      | Francia              |         | 6    |
| 2      | Spagna               |         | 7    |
| 2      | Italia               |         | 8    |
| 3      | Bosnia ed Erzegovina |         | 9    |
| 3      | Ucraina              |         | 10   |
| 3      | Danimarca            |         | 11   |
| 3      | Svezia               |         | 12   |
| 4      | Croazia              |         | 13   |
| 4      | Polonia              |         | 14   |
| 4      | Germania             |         | 15   |
| 4      | Islanda              |         | 16   |

| Fascia | Squadra          | Prec | Rank |
| ------ | ---------------- | ---- | ---- |
| 1      | Russia           |      | 17   |
| 1      | Austria          |      | 18   |
| 1      | Galles           |      | 19   |
| 1      | Rep. Ceca        |      | 20   |
| 2      | Scozia           |      | 21   |
| 2      | Norvegia         |      | 22   |
| 2      | Serbia           |      | 23   |
| 2      | Finlandia        |      | 24   |
| 3      | Slovacchia       |      | 25   |
| 3      | Turchia          |      | 26   |
| 3      | Irlanda          |      | 27   |
| 3      | Irlanda del Nord |      | 28   |
| 4      | Bulgaria         |      | 29   |
| 4      | Israele          |      | 30   |
| 4      | Ungheria         |      | 31   |
| 4      | Romania          |      | 32   |

| Fascia | Squadra            | Prec | Rank |
| ------ | ------------------ | ---- | ---- |
| 1      | Grecia             |      | 33   |
| 1      | Albania            |      | 34   |
| 1      | Montenegro         |      | 35   |
| 1      | Georgia            |      | 36   |
| 2      | Macedonia del Nord |      | 37   |
| 2      | Kosovo             |      | 38   |
| 2      | Bielorussia        |      | 39   |
| 2      | Cipro              |      | 40   |
| 3      | Estonia            |      | 41   |
| 3      | Slovenia           |      | 42   |
| 3      | Lituania           |      | 43   |
| 3      | Lussemburgo        |      | 44   |
| 4      | Armenia            |      | 45   |
| 4      | Azerbaigian        |      | 46   |
| 4      | Kazakistan         |      | 47   |
| 4      | Moldavia           |      | 48   |

| Fascia | Squadra       | Prec | Rank |
| ------ | ------------- | ---- | ---- |
| 1      | Gibilterra    |      | 49   |
| 1      | Fær Øer       |      | 50   |
| 1      | Lettonia      |      | 51   |
| 1      | Liechtenstein |      | 52   |
| 2      | Andorra       |      | 53   |
| 2      | Malta         |      | 54   |
| 2      | San Marino    |      | 55   |

Legenda:
 Promossa al termine della UEFA Nations League 2018-2019.
 Retrocessa al termine della UEFA Nations League 2018-2019, ma ripescata grazie al cambio di formula a partire da questa edizione.
 Promossa grazie al cambio di formula a partire da questa edizione.

## Lega A

### Gruppo 1
| Pos. | Squadra              | Pt | G | V | N | P | GF | GS | DG |
| ---- | -------------------- | -- | - | - | - | - | -- | -- | -- |
| 1    | Italia               | 12 | 6 | 3 | 3 | 0 | 7  | 2  | +5 |
| 2    | Paesi Bassi          | 11 | 6 | 3 | 2 | 1 | 7  | 4  | +3 |
| 3    | Polonia              | 7  | 6 | 2 | 1 | 3 | 6  | 6  | 0  |
| 4    | Bosnia ed Erzegovina | 2  | 6 | 0 | 2 | 4 | 3  | 11 | -8 |

| Squadra              | Paesi Bassi (bandiera) | Italia (bandiera) | Bosnia ed Erzegovina (bandiera) | Polonia (bandiera) |
| -------------------- | ---------------------- | ----------------- | ------------------------------- | ------------------ |
| Paesi Bassi          |                        | 0 - 1             | 3 - 1                           | 1 - 0              |
| Italia               | 1 - 1                  |                   | 1 - 1                           | 2 - 0              |
| Bosnia ed Erzegovina | 0 - 0                  | 0 - 2             |                                 | 1 - 2              |
| Polonia              | 1 - 2                  | 0 - 0             | 3 - 0                           |                    |

### Gruppo 2
| Pos. | Squadra     | Pt | G | V | N | P | GF | GS | DG  |
| ---- | ----------- | -- | - | - | - | - | -- | -- | --- |
| 1    | Belgio      | 15 | 6 | 5 | 0 | 1 | 16 | 6  | +10 |
| 2    | Danimarca   | 10 | 6 | 3 | 1 | 2 | 8  | 7  | +1  |
| 3    | Inghilterra | 10 | 6 | 3 | 1 | 2 | 7  | 4  | +3  |
| 4    | Islanda     | 0  | 6 | 0 | 0 | 6 | 3  | 17 | -14 |

| Squadra     | Belgio (bandiera) | Inghilterra (bandiera) | Islanda (bandiera) | Danimarca (bandiera) |
| ----------- | ----------------- | ---------------------- | ------------------ | -------------------- |
| Belgio      |                   | 2 - 0                  | 5 - 1              | 4 - 2                |
| Inghilterra | 2 - 1             |                        | 4 - 0              | 0 - 1                |
| Islanda     | 1 - 2             | 0 - 1                  |                    | 0 - 3                |
| Danimarca   | 0 - 2             | 0 - 0                  | 2 - 1              |                      |

### Gruppo 3
| Pos. | Squadra    | Pt | G | V | N | P | GF | GS | DG |
| ---- | ---------- | -- | - | - | - | - | -- | -- | -- |
| 1    | Francia    | 16 | 6 | 5 | 1 | 0 | 12 | 5  | +7 |
| 2    | Portogallo | 13 | 6 | 4 | 1 | 1 | 12 | 4  | +8 |
| 3    | Croazia    | 3  | 6 | 1 | 0 | 5 | 9  | 16 | -7 |
| 4    | Svezia     | 3  | 6 | 1 | 0 | 5 | 5  | 13 | -8 |

| Squadra    | Portogallo (bandiera) | Francia (bandiera) | Svezia (bandiera) | Croazia (bandiera) |
| ---------- | --------------------- | ------------------ | ----------------- | ------------------ |
| Portogallo |                       | 0 - 1              | 3 - 0             | 4 - 1              |
| Francia    | 0 - 0                 |                    | 4 - 2             | 4 - 2              |
| Svezia     | 0 - 2                 | 0 - 1              |                   | 2 - 1              |
| Croazia    | 2 - 3                 | 1 - 2              | 2 - 1             |                    |

### Gruppo 4
| Pos. | Squadra  | Pt | G | V | N | P | GF | GS | DG  |
| ---- | -------- | -- | - | - | - | - | -- | -- | --- |
| 1    | Spagna   | 11 | 6 | 3 | 2 | 1 | 13 | 3  | +10 |
| 2    | Germania | 9  | 6 | 2 | 3 | 1 | 10 | 13 | -3  |
| 3    | Svizzera | 6  | 6 | 1 | 3 | 2 | 9  | 8  | +1  |
| 4    | Ucraina  | 6  | 6 | 2 | 0 | 4 | 5  | 13 | -8  |

| Squadra  | Svizzera (bandiera) | Spagna (bandiera) | Ucraina (bandiera) | Germania (bandiera) |
| -------- | ------------------- | ----------------- | ------------------ | ------------------- |
| Svizzera |                     | 1 - 1             | 3 - 0              | 1 - 1               |
| Spagna   | 1 - 0               |                   | 4 - 0              | 6 - 0               |
| Ucraina  | 2 - 1               | 1 - 0             |                    | 1 - 2               |
| Germania | 3 - 3               | 1 - 1             | 3 - 1              |                     |

Legenda:
      Qualificate alla fase finale.
      Retrocesse in Lega B della UEFA Nations League 2022-2023.

### Fase finale
La fase finale è stata ospitata dall'Italia, in quanto vincitrice del gruppo 1.

#### Tabellone
|  | Semifinali | Semifinali | Semifinali |         |        | Finale          | Finale          | Finale          |  |
|  |            |            |            |         |        |                 |                 |                 |  |
|  | A1         | Italia     | 1          |         |        |                 |                 |                 |  |
|  | A1         | Italia     | 1          |         |        |                 |                 |                 |  |
|  | A4         | Spagna     | 2          |         |        |                 |                 |                 |  |
|  | A4         | Spagna     | 2          |         | Spagna | Spagna          | 1               |                 |  |
|  |            |            |            |         | Spagna | Spagna          | 1               |                 |  |
|  |            |            | Francia    | Francia | 2      |                 |                 |                 |  |
|  | A2         | Belgio     | Francia    | Francia | 2      | 2               |                 |                 |  |
|  | A2         | Belgio     |            |         |        | 2               |                 |                 |  |
|  | A3         | Francia    | 3          |         |        | Finale 3º posto | Finale 3º posto | Finale 3º posto |  |
|  | A3         | Francia    | 3          |         |        |                 |                 |                 |  |
|  |            |            |            |         |        |                 |                 |                 |  |
|  |            |            |            |         |        | Italia          | Italia          | 2               |  |
|  |            |            |            |         |        | Italia          | Italia          | 2               |  |
|  |            |            |            |         |        | Belgio          | Belgio          | 1               |  |

#### Semifinali
| Arbitro: | Sergej Karasëv |

|                |           |                   |
| Pellegrini 83’ | Marcatori | 17’, 45+2’ Torres |

| Arbitro: | Daniel Siebert |

|                         |           |                                             |
| Carrasco 37’ Lukaku 40’ | Marcatori | 62’ Benzema 69’ (rig.) Mbappé 90’ Hernández |

#### Finale 3º posto
| Arbitro: | Srđan Jovanović |

|                                |           |                  |
| Barella 46’ Berardi 65’ (rig.) | Marcatori | 86’ De Ketelaere |

#### Finale
| Arbitro: | Anthony Taylor |

|               |           |                        |
| Oyarzabal 64’ | Marcatori | 66’ Benzema 80’ Mbappé |

## Lega B

### Gruppo 1
| Pos. | Squadra          | Pt | G | V | N | P | GF | GS | DG |
| ---- | ---------------- | -- | - | - | - | - | -- | -- | -- |
| 1    | Austria          | 13 | 6 | 4 | 1 | 1 | 9  | 6  | +3 |
| 2    | Norvegia         | 10 | 6 | 3 | 1 | 2 | 12 | 7  | +5 |
| 3    | Romania          | 8  | 6 | 2 | 2 | 2 | 8  | 9  | -1 |
| 4    | Irlanda del Nord | 2  | 6 | 0 | 2 | 4 | 4  | 11 | -7 |

| Squadra          | Austria (bandiera) | Norvegia (bandiera) | Irlanda del Nord (bandiera) | Romania (bandiera) |
| ---------------- | ------------------ | ------------------- | --------------------------- | ------------------ |
| Austria          |                    | 1 - 1               | 2 - 1                       | 2 - 3              |
| Norvegia         | 1 - 2              |                     | 1 - 0                       | 4 - 0              |
| Irlanda del Nord | 0 - 1              | 1 - 5               |                             | 1 - 1              |
| Romania          | 0 - 1              | 3 - 0               | 1 - 1                       |                    |

### Gruppo 2
| Pos. | Squadra    | Pt | G | V | N | P | GF | GS | DG |
| ---- | ---------- | -- | - | - | - | - | -- | -- | -- |
| 1    | Rep. Ceca  | 12 | 6 | 4 | 0 | 2 | 9  | 5  | +4 |
| 2    | Scozia     | 10 | 6 | 3 | 1 | 2 | 5  | 4  | +1 |
| 3    | Israele    | 8  | 6 | 2 | 2 | 2 | 7  | 7  | 0  |
| 4    | Slovacchia | 4  | 6 | 1 | 1 | 4 | 5  | 10 | -5 |

| Squadra    | Rep. Ceca (bandiera) | Scozia (bandiera) | Slovacchia (bandiera) | Israele (bandiera) |
| ---------- | -------------------- | ----------------- | --------------------- | ------------------ |
| Rep. Ceca  |                      | 1 - 2             | 2 - 0                 | 1 - 0              |
| Scozia     | 1 - 0                |                   | 1 - 0                 | 1 - 1              |
| Slovacchia | 1 - 3                | 1 - 0             |                       | 2 - 3              |
| Israele    | 1 - 2                | 1 - 0             | 1 - 1                 |                    |

### Gruppo 3
| Pos. | Squadra  | Pt | G | V | N | P | GF | GS | DG |
| ---- | -------- | -- | - | - | - | - | -- | -- | -- |
| 1    | Ungheria | 11 | 6 | 3 | 2 | 1 | 7  | 4  | +3 |
| 2    | Russia   | 8  | 6 | 2 | 2 | 2 | 9  | 12 | -3 |
| 3    | Serbia   | 6  | 6 | 1 | 3 | 2 | 9  | 7  | +2 |
| 4    | Turchia  | 6  | 6 | 1 | 3 | 2 | 6  | 8  | -2 |

| Squadra  | Russia (bandiera) | Serbia (bandiera) | Turchia (bandiera) | Ungheria (bandiera) |
| -------- | ----------------- | ----------------- | ------------------ | ------------------- |
| Russia   |                   | 3 - 1             | 1 - 1              | 0 - 0               |
| Serbia   | 5 - 0             |                   | 0 - 0              | 0 - 1               |
| Turchia  | 3 - 2             | 2 - 2             |                    | 0 - 1               |
| Ungheria | 2 - 3             | 1 - 1             | 2 - 0              |                     |

### Gruppo 4
| Pos. | Squadra   | Pt | G | V | N | P | GF | GS | DG |
| ---- | --------- | -- | - | - | - | - | -- | -- | -- |
| 1    | Galles    | 16 | 6 | 5 | 1 | 0 | 7  | 1  | +6 |
| 2    | Finlandia | 12 | 6 | 4 | 0 | 2 | 7  | 5  | +2 |
| 3    | Irlanda   | 3  | 6 | 0 | 3 | 3 | 1  | 4  | -3 |
| 4    | Bulgaria  | 2  | 6 | 0 | 2 | 4 | 2  | 7  | -5 |

| Squadra   | Galles (bandiera) | Finlandia (bandiera) | Irlanda (bandiera) | Bulgaria (bandiera) |
| --------- | ----------------- | -------------------- | ------------------ | ------------------- |
| Galles    |                   | 3 - 1                | 1 - 0              | 1 - 0               |
| Finlandia | 0 - 1             |                      | 1 - 0              | 2 - 0               |
| Irlanda   | 0 - 0             | 0 - 1                |                    | 0 - 0               |
| Bulgaria  | 0 - 1             | 1 - 2                | 1 - 1              |                     |

Legenda:
      Promosse in Lega A della UEFA Nations League 2022-2023.
      Retrocesse in Lega C della UEFA Nations League 2022-2023.

## Lega C

### Gruppo 1
| Pos. | Squadra     | Pt | G | V | N | P | GF | GS | DG |
| ---- | ----------- | -- | - | - | - | - | -- | -- | -- |
| 1    | Montenegro  | 13 | 6 | 4 | 1 | 1 | 10 | 2  | +8 |
| 2    | Lussemburgo | 10 | 6 | 3 | 1 | 2 | 7  | 5  | +2 |
| 3    | Azerbaigian | 6  | 6 | 1 | 3 | 2 | 2  | 4  | -2 |
| 4    | Cipro       | 4  | 6 | 1 | 1 | 4 | 2  | 10 | -8 |

| Squadra     | Montenegro (bandiera) | Cipro (bandiera) | Lussemburgo (bandiera) | Azerbaigian (bandiera) |
| ----------- | --------------------- | ---------------- | ---------------------- | ---------------------- |
| Montenegro  |                       | 4 - 0            | 1 - 2                  | 2 - 0                  |
| Cipro       | 0 - 2                 |                  | 2 - 1                  | 0 - 1                  |
| Lussemburgo | 0 - 1                 | 2 - 0            |                        | 0 - 0                  |
| Azerbaigian | 0 - 0                 | 0 - 0            | 1 - 2                  |                        |

### Gruppo 2
| Pos. | Squadra            | Pt | G | V | N | P | GF | GS | DG |
| ---- | ------------------ | -- | - | - | - | - | -- | -- | -- |
| 1    | Armenia            | 11 | 6 | 3 | 2 | 1 | 9  | 6  | +3 |
| 2    | Macedonia del Nord | 9  | 6 | 2 | 3 | 1 | 9  | 8  | +1 |
| 3    | Georgia            | 7  | 6 | 1 | 4 | 1 | 6  | 6  | 0  |
| 4    | Estonia            | 3  | 6 | 0 | 3 | 3 | 5  | 9  | -4 |

| Squadra            | Georgia (bandiera) | Macedonia del Nord (bandiera) | Estonia (bandiera) | Armenia (bandiera) |
| ------------------ | ------------------ | ----------------------------- | ------------------ | ------------------ |
| Georgia            |                    | 1 - 1                         | 0 - 0              | 1 - 2              |
| Macedonia del Nord | 1 - 1              |                               | 2 - 1              | 2 - 1              |
| Estonia            | 0 - 1              | 3 - 3                         |                    | 1 - 1              |
| Armenia            | 2 - 2              | 1 - 0                         | 2 - 0              |                    |

### Gruppo 3
| Pos. | Squadra  | Pt | G | V | N | P | GF | GS | DG  |
| ---- | -------- | -- | - | - | - | - | -- | -- | --- |
| 1    | Slovenia | 14 | 6 | 4 | 2 | 0 | 8  | 1  | +7  |
| 2    | Grecia   | 12 | 6 | 3 | 3 | 0 | 6  | 1  | +5  |
| 3    | Kosovo   | 5  | 6 | 1 | 2 | 3 | 4  | 6  | -2  |
| 4    | Moldavia | 1  | 6 | 0 | 1 | 5 | 1  | 11 | -10 |

| Squadra  | Grecia (bandiera) | Kosovo (bandiera) | Slovenia (bandiera) | Moldavia (bandiera) |
| -------- | ----------------- | ----------------- | ------------------- | ------------------- |
| Grecia   |                   | 0 - 0             | 0 - 0               | 2 - 0               |
| Kosovo   | 1 - 2             |                   | 0 - 1               | 1 - 0               |
| Slovenia | 0 - 0             | 2 - 1             |                     | 1 - 0               |
| Moldavia | 0 - 2             | 1 - 1             | 0 - 4               |                     |

### Gruppo 4
| Pos. | Squadra     | Pt | G | V | N | P | GF | GS | DG |
| ---- | ----------- | -- | - | - | - | - | -- | -- | -- |
| 1    | Albania     | 11 | 6 | 3 | 2 | 1 | 8  | 4  | +4 |
| 2    | Bielorussia | 10 | 6 | 3 | 1 | 2 | 10 | 8  | +2 |
| 3    | Lituania    | 8  | 6 | 2 | 2 | 2 | 5  | 7  | -2 |
| 4    | Kazakistan  | 4  | 6 | 1 | 1 | 4 | 5  | 9  | -4 |

| Squadra     | Albania (bandiera) | Bielorussia (bandiera) | Lituania (bandiera) | Kazakistan (bandiera) |
| ----------- | ------------------ | ---------------------- | ------------------- | --------------------- |
| Albania     |                    | 3 - 2                  | 0 - 1               | 3 - 1                 |
| Bielorussia | 0 - 2              |                        | 2 - 0               | 2 - 0                 |
| Lituania    | 0 - 0              | 2 - 2                  |                     | 0 - 2                 |
| Kazakistan  | 0 - 0              | 1 - 2                  | 1 - 2               |                       |

Legenda:
      Promosse in Lega B della UEFA Nations League 2022-2023.
      Ammesse agli spareggi per la retrocessione in Lega D della UEFA Nations League 2022-2023.
      Retrocesse in Lega D della UEFA Nations League 2022-2023.

### Raffronto tra le quarte classificate
Retrocedono in Lega D due squadre delle quattro arrivate ultime nei gironi della Lega C. La retrocessione si deciderà con degli spareggi. La prima classificata affronterà la quarta, mentre la seconda affronterà la terza. Le squadre meglio classificate giocano la partita di ritorno in casa.
| Pos | Gr | Squadra    | Pt | G | V | N | P | GF | GS | DG  |
| --- | -- | ---------- | -- | - | - | - | - | -- | -- | --- |
| 1   | C4 | Kazakistan | 4  | 6 | 1 | 1 | 4 | 5  | 9  | -4  |
| 2   | C1 | Cipro      | 4  | 6 | 1 | 1 | 4 | 2  | 10 | -8  |
| 3   | C2 | Estonia    | 3  | 6 | 0 | 3 | 3 | 5  | 9  | -4  |
| 4   | C3 | Moldavia   | 1  | 6 | 0 | 1 | 5 | 1  | 11 | -10 |

### Spareggi
| Squadra 1 | Totale          | Squadra 2  | Andata | Ritorno     |
| --------- | --------------- | ---------- | ------ | ----------- |
| Moldavia  | 2 - 2 (4-5 dtr) | Kazakistan | 1 - 2  | 1 - 0 (dts) |
| Estonia   | 0 - 2           | Cipro      | 0 - 0  | 0 - 2       |

## Lega D

### Gruppo 1
| Pos. | Squadra  | Pt | G | V | N | P | GF | GS | DG  |
| ---- | -------- | -- | - | - | - | - | -- | -- | --- |
| 1    | Fær Øer  | 12 | 6 | 3 | 3 | 0 | 9  | 5  | +4  |
| 2    | Malta    | 9  | 6 | 2 | 3 | 1 | 8  | 6  | +2  |
| 3    | Lettonia | 7  | 6 | 1 | 4 | 1 | 8  | 4  | +4  |
| 4    | Andorra  | 2  | 6 | 0 | 2 | 4 | 1  | 11 | -10 |

| Squadra  | Fær Øer (bandiera) | Lettonia (bandiera) | Andorra (bandiera) | Malta (bandiera) |
| -------- | ------------------ | ------------------- | ------------------ | ---------------- |
| Fær Øer  |                    | 1 - 1               | 2 - 0              | 3 - 2            |
| Lettonia | 1 - 1              |                     | 0 - 0              | 0 - 1            |
| Andorra  | 0 - 1              | 0 - 5               |                    | 0 - 0            |
| Malta    | 1 - 1              | 1 - 1               | 3 - 1              |                  |

### Gruppo 2
| Pos. | Squadra       | Pt | G | V | N | P | GF | GS | DG |
| ---- | ------------- | -- | - | - | - | - | -- | -- | -- |
| 1    | Gibilterra    | 8  | 4 | 2 | 2 | 0 | 3  | 1  | +2 |
| 2    | Liechtenstein | 5  | 4 | 1 | 2 | 1 | 3  | 2  | +1 |
| 3    | San Marino    | 2  | 4 | 0 | 2 | 2 | 0  | 3  | -3 |

| Squadra       | Gibilterra (bandiera) | Liechtenstein (bandiera) | San Marino (bandiera) |
| ------------- | --------------------- | ------------------------ | --------------------- |
| Gibilterra    |                       | 1 - 1                    | 1 - 0                 |
| Liechtenstein | 0 - 1                 |                          | 0 - 0                 |
| San Marino    | 0 - 0                 | 0 - 2                    |                       |

Legenda:
      Promosse in Lega C della UEFA Nations League 2022-2023.

## Classifica finale
A dicembre 2020 l'UEFA ha pubblicato una classifica provvisoria, basata solo sui risultati della prima fase del torneo. Successivamente, ad ottobre 2021, dopo la conclusione della fase finale, è stata pubblicata la classifica definitiva, la quale tiene conto dei risultati della seconda fase del torneo (come stabilito dall'articolo 19.04 del regolamento).
La classifica finale risulta avere particolare importanza in quanto legata alle qualificazioni ai mondiali di calcio del 2022 in Qatar, infatti le due migliori vincitrici dei gironi nella classifica generale della UEFA Nations League che non si qualificano direttamente alla fase finale come vincitrici dei gironi delle qualificazioni europee o come già qualificate agli spareggi come seconde nel proprio girone di qualificazioni europee saranno qualificate per gli spareggi.

### Lega A
|         | Pos. | Squadra              | Pos. gruppo | Pt | G | V | N | P | GF | GS | DR  |
| ------- | ---- | -------------------- | ----------- | -- | - | - | - | - | -- | -- | --- |
| Oro     | 1.   | Francia              | 1-A3        | 16 | 6 | 5 | 1 | 0 | 12 | 5  | +7  |
| Argento | 2.   | Spagna               | 1-A4        | 11 | 6 | 3 | 2 | 1 | 13 | 3  | +10 |
| Bronzo  | 3.   | Italia               | 1-A1        | 12 | 6 | 3 | 3 | 0 | 7  | 2  | +5  |
|         | 4.   | Belgio               | 1-A2        | 15 | 6 | 5 | 0 | 1 | 16 | 6  | +10 |
|         | 5.   | Portogallo           | 2-A3        | 13 | 6 | 4 | 1 | 1 | 12 | 4  | +8  |
|         | 6.   | Paesi Bassi          | 2-A1        | 11 | 6 | 3 | 2 | 1 | 7  | 4  | +3  |
|         | 7.   | Danimarca            | 2-A2        | 10 | 6 | 3 | 1 | 2 | 8  | 7  | +1  |
|         | 8.   | Germania             | 2-A4        | 9  | 6 | 2 | 3 | 1 | 10 | 13 | -3  |
|         | 9.   | Inghilterra          | 3-A2        | 10 | 6 | 3 | 1 | 2 | 7  | 4  | +3  |
|         | 10.  | Polonia              | 3-A1        | 7  | 6 | 2 | 1 | 3 | 6  | 6  | 0   |
|         | 11.  | Svizzera             | 3-A4        | 6  | 6 | 1 | 3 | 2 | 9  | 8  | +1  |
|         | 12.  | Croazia              | 3-A3        | 3  | 6 | 1 | 0 | 5 | 9  | 16 | -7  |
|         | 13.  | Ucraina              | 4-A4        | 6  | 6 | 2 | 0 | 4 | 5  | 13 | -8  |
|         | 14.  | Svezia               | 4-A3        | 3  | 6 | 1 | 0 | 5 | 5  | 13 | -8  |
|         | 15.  | Bosnia ed Erzegovina | 4-A1        | 2  | 6 | 0 | 2 | 4 | 3  | 11 | -8  |
|         | 16.  | Islanda              | 4-A2        | 0  | 6 | 0 | 0 | 6 | 3  | 17 | -14 |

Legenda:
      Ammesse alla fase finale.
      Retrocesse in Lega B.

### Lega B
|  | Pos. | Squadra          | Pos. gruppo | Pt | G | V | N | P | GF | GS | DR |
|  | ---- | ---------------- | ----------- | -- | - | - | - | - | -- | -- | -- |
|  | 17.  | Galles           | 1-B4        | 16 | 6 | 5 | 1 | 0 | 7  | 1  | +6 |
|  | 18.  | Austria          | 1-B1        | 13 | 6 | 4 | 1 | 1 | 9  | 6  | +3 |
|  | 19.  | Rep. Ceca        | 1-B2        | 12 | 6 | 4 | 0 | 2 | 9  | 5  | +4 |
|  | 20.  | Ungheria         | 1-B3        | 11 | 6 | 3 | 2 | 1 | 7  | 4  | +3 |
|  | 21.  | Finlandia        | 2-B4        | 12 | 6 | 4 | 0 | 2 | 7  | 5  | +2 |
|  | 22.  | Norvegia         | 2-B1        | 10 | 6 | 3 | 1 | 2 | 12 | 7  | +5 |
|  | 23.  | Scozia           | 2-B2        | 10 | 6 | 3 | 1 | 2 | 5  | 4  | +1 |
|  | 24.  | Russia           | 2-B3        | 8  | 6 | 2 | 2 | 2 | 9  | 12 | -3 |
|  | 25.  | Israele          | 3-B2        | 8  | 6 | 2 | 2 | 2 | 7  | 7  | 0  |
|  | 26.  | Romania          | 3-B1        | 8  | 6 | 2 | 2 | 2 | 8  | 9  | -1 |
|  | 27.  | Serbia           | 3-B3        | 6  | 6 | 1 | 3 | 2 | 9  | 7  | +2 |
|  | 28.  | Irlanda          | 3-B4        | 3  | 6 | 0 | 3 | 3 | 1  | 4  | -3 |
|  | 29.  | Turchia          | 4-B3        | 6  | 6 | 1 | 3 | 2 | 6  | 8  | -2 |
|  | 30.  | Slovacchia       | 4-B2        | 4  | 6 | 1 | 1 | 4 | 5  | 10 | -5 |
|  | 31.  | Bulgaria         | 4-B4        | 2  | 6 | 0 | 2 | 4 | 2  | 7  | -5 |
|  | 32.  | Irlanda del Nord | 4-B1        | 2  | 6 | 0 | 2 | 4 | 4  | 11 | -7 |

Legenda:
      Promosse in Lega A.
      Retrocesse in Lega C.

### Lega C
|  | Pos. | Squadra            | Pos. gruppo | Pt | G | V | N | P | GF | GS | DR  |
|  | ---- | ------------------ | ----------- | -- | - | - | - | - | -- | -- | --- |
|  | 33.  | Slovenia           | 1-C3        | 14 | 6 | 4 | 2 | 0 | 8  | 1  | +7  |
|  | 34.  | Montenegro         | 1-C1        | 13 | 6 | 4 | 1 | 1 | 10 | 2  | +8  |
|  | 35.  | Albania            | 1-C4        | 11 | 6 | 3 | 2 | 1 | 8  | 4  | +4  |
|  | 36.  | Armenia            | 1-C2        | 11 | 6 | 3 | 2 | 1 | 9  | 6  | +3  |
|  | 37.  | Grecia             | 2-C3        | 12 | 6 | 3 | 3 | 0 | 6  | 1  | +5  |
|  | 38.  | Bielorussia        | 2-C4        | 10 | 6 | 3 | 1 | 2 | 10 | 8  | +2  |
|  | 39.  | Lussemburgo        | 2-C1        | 10 | 6 | 3 | 1 | 2 | 7  | 5  | +2  |
|  | 40.  | Macedonia del Nord | 2-C2        | 9  | 6 | 2 | 3 | 1 | 9  | 8  | +1  |
|  | 41.  | Lituania           | 3-C4        | 8  | 6 | 2 | 2 | 2 | 5  | 7  | -2  |
|  | 42.  | Georgia            | 3-C2        | 7  | 6 | 1 | 4 | 1 | 6  | 6  | 0   |
|  | 43.  | Azerbaigian        | 3-C1        | 6  | 6 | 1 | 3 | 2 | 2  | 4  | -2  |
|  | 44.  | Kosovo             | 3-C3        | 5  | 6 | 1 | 2 | 3 | 4  | 6  | -2  |
|  | 45.  | Kazakistan         | 4-C4        | 4  | 6 | 1 | 1 | 4 | 5  | 9  | -4  |
|  | 46.  | Cipro              | 4-C1        | 4  | 6 | 1 | 1 | 4 | 2  | 10 | -8  |
|  | 47.  | Estonia            | 4-C2        | 3  | 6 | 0 | 3 | 3 | 5  | 9  | -4  |
|  | 48.  | Moldavia           | 4-C3        | 1  | 6 | 0 | 1 | 5 | 1  | 11 | -10 |

Legenda:
      Promosse in Lega B.
  Ammesse agli spareggi per la retrocessione in Lega D.
      Retrocesse in Lega D.

### Lega D
|  | Pos. | Squadra       | Pos. gruppo | Pt | G | V | N | P | GF | GS | DR  |
|  | ---- | ------------- | ----------- | -- | - | - | - | - | -- | -- | --- |
|  | 49.  | Gibilterra    | 1-D2        | 8  | 4 | 2 | 2 | 0 | 3  | 1  | +2  |
|  | 50.  | Fær Øer       | 1-D1        | 6  | 4 | 1 | 3 | 0 | 6  | 5  | +1  |
|  | 51.  | Liechtenstein | 2-D2        | 5  | 4 | 1 | 2 | 1 | 3  | 2  | +1  |
|  | 52.  | Malta         | 2-D1        | 5  | 4 | 1 | 2 | 1 | 5  | 5  | 0   |
|  | 53.  | Lettonia      | 3-D1        | 3  | 4 | 0 | 3 | 1 | 3  | 4  | -1  |
|  | 54.  | San Marino    | 3-D2        | 2  | 4 | 0 | 2 | 2 | 0  | 3  | -3  |
|  | 55.  | Andorra       | 4-D1        | 2  | 6 | 0 | 2 | 4 | 1  | 11 | -10 |

Legenda:
      Promosse in Lega C.
Nota:
Le partite contro la quarta classificata del gruppo D1 sono scartate in modo da poter confrontare le squadre prime, seconde e terze.

## La squadra vincitrice
I 23 convocati dalla Francia per la fase finale.
| Francia                               | Francia             | Francia             |
| Numero                                | Giocatore           | Squadra 2020-2021   |
| Portieri                              | Portieri            | Portieri            |
| ------------------------------------- | ------------------- | ------------------- |
| 16                                    | Benoît Costil       | Bordeaux            |
| 1                                     | Hugo Lloris         | Tottenham           |
| 23                                    | Mike Maignan        | Milan               |
| Difensori                             |                     |                     |
| 18                                    | Lucas Digne         | Everton             |
| 12                                    | Léo Dubois          | Olympique Lione     |
| 21                                    | Lucas Hernández     | Bayern Monaco       |
| 22                                    | Theo Hernández      | Milan               |
| 3                                     | Presnel Kimpembe    | Paris Saint-Germain |
| 5                                     | Jules Koundé        | Siviglia            |
| 2                                     | Benjamin Pavard     | Bayern Monaco       |
| 15                                    | Dayot Upamecano     | Bayern Monaco       |
| 4                                     | Raphaël Varane      | Manchester Utd      |
| Centrocampisti                        |                     |                     |
| 13                                    | Mattéo Guendouzi    | Olympique Marsiglia |
| 6                                     | Paul Pogba          | Manchester Utd      |
| 14                                    | Adrien Rabiot       | Juventus            |
| 8                                     | Aurélien Tchouaméni | Monaco              |
| 17                                    | Jordan Veretout     | Roma                |
| Attaccanti                            |                     |                     |
| 20                                    | Wissam Ben Yedder   | Monaco              |
| 19                                    | Karim Benzema       | Real Madrid         |
| 11                                    | Moussa Diaby        | Bayer Leverkusen    |
| 7                                     | Antoine Griezmann   | Atlético Madrid     |
| 9                                     | Anthony Martial     | Manchester Utd      |
| 10                                    | Kylian Mbappé       | Paris Saint-Germain |
| Commissario Tecnico: Didier Deschamps |                     |                     |

## Classifica marcatori
| Reti | Giocatore           |
| ---- | ------------------- |
| 6    | Romelu Lukaku       |
| 6    | Ferrán Torres       |
| 4    | Christian Eriksen   |
| 4    | Kylian Mbappé       |
| 4    | Timo Werner         |
| 3    | Dries Mertens       |
| 3    | Olivier Giroud      |
| 3    | Domenico Berardi    |
| 3    | Georginio Wijnaldum |
| 3    | Diogo Jota          |
| 3    | Mikel Oyarzabal     |
| 2    | 18 giocatori        |
| 1    | 61 giocatori        |

| Reti | Giocatore         |
| ---- | ----------------- |
| 6    | Erling Haaland    |
| 5    | Eran Zahavi       |
| 3    | Fredrik Jensen    |
| 3    | Alexander Sørloth |
| 2    | 12 giocatori      |
| 1    | 61 giocatori      |

| Reti | Giocatore        |
| ---- | ---------------- |
| 4    | Sokol Çikalleshi |
| 4    | Rauno Sappinen   |
| 4    | Stevan Jovetić   |
| 4    | Haris Vučkić     |
| 3    | Danel Sinani     |
| 2    | 14 giocatori     |
| 1    | 52 giocatori     |

| Reti | Giocatore         |
| ---- | ----------------- |
| 4    | Klæmint Olsen     |
| 3    | Jānis Ikaunieks   |
| 2    | Jurgen Degabriele |
| 1    | 20 giocatori      |

## Qualificazione agli spareggi per i mondiali 2022
Le due migliori vincitrici dei gironi della UEFA Nations League, in base alla classifica finale, che sono finite fuori dalle prime due del loro gruppo di qualificazione accedono agli spareggi e non sono teste di serie nel sorteggio delle semifinali.
| \| UNL \| Rank \| Squadra \| Gruppo \| \| --- \| ---- \| ---------- \| ------ \| \| A \| 1 \| Francia \| D \| \| A \| 2 \| Spagna \| B \| \| A \| 3 \| Italia \| C \| \| A \| 4 \| Belgio \| E \| \| B \| 17 \| Galles \| E \| \| B \| 18 \| Austria \| F \| \| B \| 19 \| Rep. Ceca \| E \| \| B \| 20 \| Ungheria \| I \| \| C \| 33 \| Slovenia \| H \| \| C \| 34 \| Montenegro \| G \| \| C \| 35 \| Albania \| I \| \| C \| 36 \| Armenia \| J \| \| D \| 49 \| Gibilterra \| G \| \| D \| 50 \| Fær Øer \| F \| |      |            |        |
| UNL | Rank | Squadra    | Gruppo |
| A | 1    | Francia    | D      |
| A | 2    | Spagna     | B      |
| A | 3    | Italia     | C      |
| A | 4    | Belgio     | E      |
| B | 17   | Galles     | E      |
| B | 18   | Austria    | F      |
| B | 19   | Rep. Ceca  | E      |
| B | 20   | Ungheria   | I      |
| C | 33   | Slovenia   | H      |
| C | 34   | Montenegro | G      |
| C | 35   | Albania    | I      |
| C | 36   | Armenia    | J      |
| D | 49   | Gibilterra | G      |
| D | 50   | Fær Øer    | F      |

Legenda:
      Qualificate alla fase finale
      Qualificate agli spareggi come seconde nel girone di qualificazione
      Qualificate agli spareggi tramite la UEFA Nations League
      Eliminate